# Японска интервенция в Манджурия
Японската инвазия в Манджурия започва на 18 септември 1931 г., когато Квантунската армия на Японската империя нахлува в Манджурия веднага след Мукденския инцидент. В края на войната през февруари 1932 г., японците създават марионетната държава Манджоу-Го. Окупацията им продължава до успеха на стратегическата настъпателна операция на Съветския съюз и Монголия в Манголия в средата на август 1945 г.
Железопътната зона Южна Манджурия и Корейският полуостров вече са под контрола на Японската империя след Руско-японската война от 1904 г. Текущата индустриализация и милитаризация на Япония осигуряват нарастващата им зависимост от вноса на нефт и метали от САЩ. Санкциите на САЩ, които възпрепятстват търговията с тях (които окупират Филипините приблизително по същото време), довеждат до това Япония по-нататък да разшири експанзията си на територията на Китай и Югоизточна Азия. Инвазията понякога се посочва като алтернативна начална дата за Втората световна война, за разлика от по-често приетата 1 септември 1939 г.
След като инвазията привлича голямо международно внимание, Лигата на нациите съставя Докладът Литън (начело с британския политик Виктор Булуер-Литън), за да оцени ситуацията. Организацията представя своите заключения през октомври 1932 г. Наричането на инвазията етично нелегитимна подтиква японското правителство да се оттегли изцяло от лигата.